# 1428 Mombasa
Az 1428 Mombasa (ideiglenes jelöléssel 1937 NO) a Naprendszer kisbolygóövében található aszteroida. Cyril Jackson fedezte fel 1937. július 5-én, Johannesburgban.